# Oedemera
Oedemera ist eine Gattung der Käfer aus der Familie der Scheinbockkäfer (Oedemeridae). Es sind rund 80 Arten bekannt; die Gattung ist von Nordafrika bis nach Kamtschatka, Japan und Taiwan verbreitet. 38 Arten kommen in Europa vor.

## Merkmale
Die Käfer werden 5 bis 20 Millimeter lang, haben einen langen und schmalen Körper und sind stark behaart. Die sich nach hinten meist verschmälernden Deckflügel sind verschieden gefärbt, wodurch die Hinterflügel sichtbar werden. Manche Arten sind metallisch gefärbt, andere zweifarbig schwarz-gelb, manche sind auch schwarz-braun. Die Mandibeln sind an der Spitze gespalten, das letzte Segment der Maxillarpalpen ist dünn und langgestreckt, die Antennen sind lang, wobei das zweite Glied klein ist. Der Prothorax ist herzförmig mit deutlichen Mulden an den Seiten. Die Vorderschienen haben zwei apikale Dorne. Bei den meisten Arten sind die Hinterschenkel der Männchen stark verdickt. Daher kommt der Name (vom griechischen oíd્ın für anschwellen, ho merós steht für Hüftgelenk, Schenkel). Die Klauen der Tarsen sind nicht gezähnt.

## Vorkommen

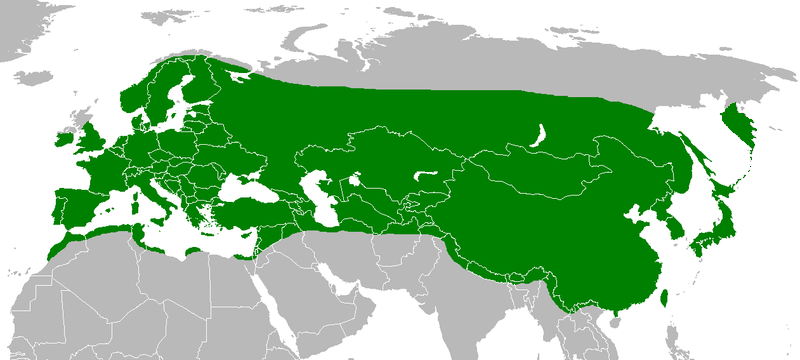
Verbreitung der Gattung Oedemera.

Die Tiere kommen in der gesamten Paläarktis vor und leben an Waldrändern und blumenreichen Wiesen.

## Lebensweise
Die Imagines sind ausgesprochene Blütenbesucher und ernähren sich von Pollen. Durch ihre Behaarung werden die Pollenkörner festgehalten, wodurch sie zur Bestäubung ihrer Wirtspflanzen beitragen. Die Larven ernähren sich von Pflanzengewebe.
Die Arten der Untergattung Oncomera fliegen in der Dämmerung und in der Nacht und besuchen die Blüten von Bäumen und Sträuchern wie Waldreben, Weißdorne, Linden und Eichen. Dagegen sind die Arten der Untergattungen Stenaxis und Oedemera s. str. tagaktiv und besuchen die Blüten verschiedener Pflanzenfamilien wie Korbblütler, Zistrosengewächse oder Doldenblütler.

## Arten (Auswahl)
Untergattung Oedemera:
- Oedemera atrata
- Oedemera barbara
- Oedemera brevipennis
- Oedemera cretica
- Oedemera croceicollis
- Oedemera femorata – Gemeiner Scheinbockkäfer
- Oedemera flavipes
- Oedemera lateralis
- Oedemera lurida – Grünlicher Scheinbockkäfer
- Oedemera monticola
- Oedemera nobilis – Grüner Scheinbockkäfer
- Oedemera podagrariae – Echter Schenkelkäfer
- Oedemera pthysica
- Oedemera rufofemorata
- Oedemera schrammi
- Oedemera simplex
- Oedemera tristis
- Oedemera virescens – Graugrüner Schenkelkäfer

Untergattung Oncomera:
- Oedemera femoralis
- Oedemera flavicans
- Oedemera murinipennis
- Oedemera natolica

Untergattung Stenaxis:
- Oedemera amurensis
- Oedemera annulata
- Oedemera vittata